# Краснолуцький Гай
Краснолуцький Гай — ботанічна пам'ятка природи місцевого значення, розташована неподалік від села Книшівка Гадяцького району Полтавської області. Була створена відповідно до Постанови Полтавської облради № 329 від 22 липня 1969 року.

## Загальні відомості
Землекористувачем є ДП «Гадяцький лісгосп», Краснолуцьке лісництво, квартал 11—13, площа — 75 гектарів. Розташована на схід від села Книшівка Гадяцького району.
Пам'ятка природи створена з метою збереження борових комплексів з сосновими насадженнями на уступі та боровій терасі річки Грунь. Осередок збереження рідкісних рослин (2 види) і тварин (16).